# Labrospira
Labrospira es un género de foraminífero bentónico de la familia Haplophragmoididae, de la superfamilia Lituoloidea, del suborden Lituolina y del orden Lituolida. Su especie tipo es Haplophragmium crassimargo. Su rango cronoestratigráfico abarca el Holoceno.

## Discusión
Clasificaciones previas incluían Labrospira en el suborden Textulariina del orden Textulariida, o en el orden Lituolida sin diferenciar el suborden Lituolina.

## Clasificación
Labrospira incluye a las siguientes especies:
- Labrospira arctica
- Labrospira canariensiensis
  - Labrospira canariensiensis antarctica
  - Labrospira canariensiensis profunda
- Labrospira columbiensis
- Labrospira crassimargo, considerado sinónimo de Cribrostomoides crassimargo
- Labrospira darwini
  - Labrospira darwini senonica
- Labrospira evolutum
- Labrospira faba
- Labrospira freboldi
- Labrospira goodenoughensis
- Labrospira honesta
- Labrospira inflata
- Labrospira involuta
- Labrospira minutissima
- Labrospira pacifica
- Labrospira quadrilocula
- Labrospira robusta
- Labrospira sublenticula
- Labrospira turbida
- Labrospira turpicula

Otras especies consideradas en Labrospira son:
- Labrospira bradyi, aceptado como Recurvoidella bradyi
- Labrospira jeffreysii, aceptado como Cribrostomoides jeffreysii
- Labrospira kosterensis, aceptado como Cribrostomoides kosterensis
- Labrospira nitida, aceptado como Polystomammina nitida
- Labrospira ringens, aceptado como Buzasina ringens
- Labrospira rotulata, aceptado como Evolutinella rotulata
- Labrospira salsa, aceptado como Trochamminita salsa
- Labrospira spiculotesta, aceptado como Cribrostomoides spiculotestus
- Labrospira subglobosa, aceptado como Cribrostomoides subglobosum
- Labrospira triangularis, aceptado como Cribrostomoides triangularis
- Labrospira wiesneri, aceptado como Veleroninoides wiesneri